# Volleyboll i Finland
Volleyboll i Finland spelas sedan 1920-talet. Från 1939 organiserades volleyboll i Finland av Finska Basketbollförbundet, och efter det till Finska Basketboll- och Volleybollförbundets program.
1949 bildades ett arbetsutskott för volleyboll i Finska Korgbollförbundet, vilket blev volleybollens första officiella organ i idrottsorganisationer i Finland. 1956 bildades Finlands Volleybollkommitté, och 1957 gick Finland med i FIVB. 1959 bildades Finska Volleybollförbundet.
Finland spelade i VM första gången 1952, i EM 1955.
FM-serien i volleyboll spelades första gången 1957. FM-ligan i volleyboll bildades 1994, och dess första säsong spelades 1995/1996.
I Finland spelas årligen Power Cup, världens största volleybollturnering för ungdomar.
1989 spelades den första FM-turneringen i beachvolleyboll.